# Storstadspuls
Storstadspuls var under 1980-talet Sveriges Radio Stockholms eftermiddagsblock. Programledare var Staffan Dopping, Ulo Maasing, Lotta Johansson och Agneta Askelöf. De senaste låtarna varvades med bland annat evenemangstips och trafikinformation presenterad av Sven-Roland Engström och Hasse Gustavsson.